# Panorama Peak
Panorama Peak är en bergstopp i Antarktis. Den ligger i Östantarktis. Nya Zeeland gör anspråk på området. Toppen på Panorama Peak är 1 805 meter över havet.
Terrängen runt Panorama Peak är varierad. Trakten är obefolkad. Det finns inga samhällen i närheten.